# Čao Le-ťi
Čao Le-ťi (čínsky pchin-jinem Zhào Lèjì, znaky zjednodušené 赵乐际, tradiční 趙樂際; * 8. března 1957 Si-ning) je čínský politik a vrcholný funkcionář Komunistické strany Číny. Od roku 2017 je členem stálého výboru politbyra Ústředního výboru KS Číny a řadí se tak mezi sedm nejmocnějších mužů v Číně. Od jara 2023 je současně předsedou stálého výboru Všečínského shromáždění lidových zástupců, tedy hlavou čínského parlamentu. V letech 2017–2022 zastával funkci tajemníka Ústřední komise pro kontrolu disciplíny, vrcholného stranického protikorupčního orgánu. Předtím byl v letech 2012–2017 vedoucím organizačního oddělení ÚV KS Číny.
Byl členem 16., 17., 18., 19. ústředního výboru, 18. a 19. politbyra ÚV, a v současnosti je členem 20. ústředního výboru a 20. politbyra ÚV Komunistické strany Číny.

## Životopis

### Původ, mládí a vzdělání
Čao Le-ťi se narodil 8. března 1957 v Si-ningu, hlavním městě západočínské provincie Čching-chaj. Jeho rodina je původem z provincie Šen-si; jeho otec byl sianský rodák a úředník v provinční vládě. Čaův otec byl údajně blízký přítel Si Čung-süna, otce čínského prezidenta a generálního tajemníka KS Číny Si Ťin-pchinga. Čao Le-ťiho rodiče byli mezi kádry Komunistické strany Číny, kteří se ze Si-anu, hlavního města Šen-si, přestěhovali do Čching-chaje za účelem podpořit rozvoj této, tehdy ekonomicky velmi zaostalé, provincie. Vzhledem ke svému původu Čao hovoří se silným regionálním, šensiským přízvukem.
V letech 1974–1975, během čínské kulturní revoluce, byl Čao jako příslušník tzv. „vzdělané mládeže“ nuceně vyslán pracovat do zemědělské komuny v okresu Kuej-te. Roku 1975 se stal členem Komunistické strany Číny. Následně v letech 1975–1977 pracoval jako referent tiskového odboru provinčního obchodního úřadu čchingchajské provinční vlády. Poté v letech 1977–1980 absolvoval bakalářské studium filozofie na Pekingské univerzitě v rámci posledního ročníku studentů složeného z řad „dělníků, rolníků a vojáků“.
Čao Le-ťi později také absolvoval dva programy (ve formě kombinovaného či dálkového studia): magisterský program měny a bankovnictví na Čínské akademii sociálních věd v letech 1996–1998, a poté doktorský program politických věd na Stranické škole ústředního výboru KS Číny v letech 2002–2005.

### Politický vzestup
Roku 1980 se vrátil na čchingchajský obchodní úřad, tentokrát jako úředník v politickém oddělní, přičemž na tomto postu setrval do roku 1982. Zároveň v této době (1980–1983) také působil v různých funkcích na Čchingchajské provinční obchodní akademii, jmenovitě jako asistent, tajemník tamější organizace Čínské komunistické ligy mládeže a zástupce vedoucího kanceláře rektora školy. Poté v letech 1983–1984 na provinčním obchodním úřadu působil v roli zástupce stranického tajemníka politického oddělení a tajemníka tamější organizace Čínské komunistické ligy mládeže.
V letech 1984–1986 působil jako generální ředitel a stranický tajemník Čchingchajské elektronické a chemické korporace. Roku 1986 jmenován zástupcem ředitele a zástupcem stranického tajemníka čchingchajského obchodního úřadu a následně v letech 1991–1993 zastával post ředitele a stranického tajemníka. Roku 1993 byl povýšen do funkce asistenta guvernéra provincie Čching-chaj a krátce na to se v roce 1994 stal viceguvernérem provincie, přičemž ve funkci setrval do roku 1997. Roku 1997 byl jmenován stranickým tajemníkem čchingchajského hlavního města Si-ning, jímž poté byl do roku 1999.
Vrcholu provinční politiky dosáhl v roce 2000, když byl jmenován guvernérem Čching-chaje. Ve svých 42 letech se tak stal nejmladším guvernérem provincie v celé Číně. Na XVI. sjezdu Komunistické strany Číny v roce 2002 byl také zvolen řádným členem 16. ústředního výboru KS Číny. Poté byl v letech 2003–2007 tajemník provinčního výboru KS Číny v Čching-chaji, nejvýše postavený stranický hodnostář v provincii, de facto nadřazený guvernérovi, a zároveň byl v letech 2004–2007 předsedou Shromáždění lidových zástupců provincie Čching-chaj, provinčního zákonodárného sboru.
25. března 2007 byl jmenován tajemníkem provinčního výboru KS Číny v Šen-si. Na XVII. sjezdu KS Číny v říjnu téhož roku byl opětovně zvolen členem (17.) ústředního výboru strany. V provincii Šen-si poté setrval do roku 2012.

### Vrcholná politika
V roce 2012 byl na XVIII. stranickém sjezdu zvolen členem 18. ústředního výboru, na jehož prvním zasedání byl následně zvolen členem 18. politbyra, úzkého 25členného vedení strany, a také jedním z tajemníků sekretariátu ústředního výboru. 19. listopadu 2012 byl jmenován vedoucím organizačního oddělení ústředního výboru Komunistické strany Číny, vlivného orgánu rozhodujícího o obsazování vrcholných postů ve všech státem řízených institucích, od ministerstev a státních podniků až po média a univerzity. V roce 2014 se stal členem nově ustavené Ústřední komise pro všestranné prohloubení reforem.
Na XIX. sjezdu Komunistické strany Číny v roce 2017 byl povýšen na samý vrchol čínské komunistické hierarchie; 25. října se stal jedním ze sedmi členů stálého výboru politbyra Ústředního výboru KS Číny a tajemníkem Ústřední komise pro kontrolu disciplíny (ÚKKD), vrcholného stranického protikorupčního a disciplinárního orgánu. Podle deníku The Wall Street Journal Čao Le-ťi během svého působení v ÚKKD do jejího fungování většinou nezasahoval a na rozhodování o jednotlivých vyšetřováních se podílel jen minimálně.
V říjnu 2022 byl znovuzvolen členem stálého výboru politbyra ústředního výboru Komunistické strany Číny. a v březnu 2023 ho Všečínské shromáždění lidových zástupců zvolilo předsedou stálého výboru shromáždění.

## Rodina
Čao Le-ťiho bratr, Čao Le-čchin, více než dvě desetiletí působil v provincii Šen-si. Několik měsíců poté, co se Čao Le-ťi stal tajemníkem provincie, byl Čao Le-čchin přeložen do Kuang-si. V lednu 2013 byl jmenován stranickým tajemníkem Kuej-linu. Byl také delegátem na XIX. sjezdu Komunistické strany Číny.